# Сен-Пале (Шер)
Сен-Пале́ (фр. Saint-Palais) — коммуна во Франции, находится в регионе Центр. Департамент — Шер. Входит в состав кантона Сен-Мартен-д’Оксиньи. Округ коммуны — Бурж.
Код INSEE коммуны — 18229.
Коммуна расположена приблизительно в 185 км к югу от Парижа, в 85 км юго-восточнее Орлеана, в 17 км к северу от Буржа.

## Население
Население коммуны на 2008 год составляло 626 человек.
| 1962 | 1968 | 1975 | 1982 | 1990 | 1999 | 2008 |
| ---- | ---- | ---- | ---- | ---- | ---- | ---- |
| 511  | 536  | 486  | 587  | 602  | 609  | 626  |

## Администрация
| Период | Период | Фамилия         | Партия | Примечания |
| ------ | ------ | --------------- | ------ | ---------- |
|        | 2001   | Жан-Поль Фюсьен |        |            |
| 2001   | 2014   | Бернар Озон     |        |            |

## Экономика
Основу экономики составляет сельское хозяйство.
В 2007 году среди 424 человек в трудоспособном возрасте (15-64 лет) 309 были экономически активными, 115 — неактивными (показатель активности — 72,9 %, в 1999 году было 78,4 %). Из 309 активных работали 292 человека (150 мужчин и 142 женщины), безработных было 17 (11 мужчин и 6 женщин). Среди 115 неактивных 27 человек были учениками или студентами, 62 — пенсионерами, 26 были неактивными по другим причинам.

## Достопримечательности
- Церковь Сен-Пале (XII век)
- Два замка XIV и XVI веков